# Nsanje
Nsanje is een stad in Malawi en is de hoofdplaats van het gelijknamige district Nsanje.
Nsanje telt naar schatting 28.000 inwoners.

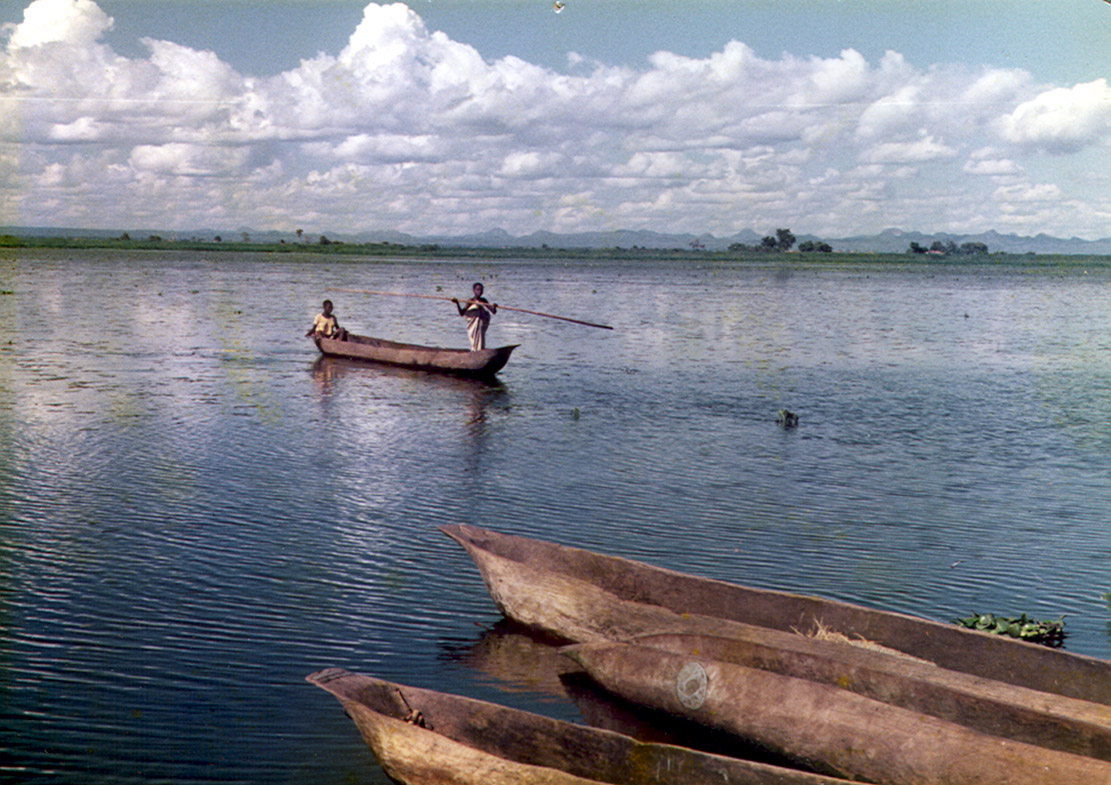
Ndindemarsch bij Nsanje